# Larry Zbyszko
Lawrence Whistler, noto con il ring name Larry Zbyszko (Chicago, 5 dicembre 1951), è un ex wrestler statunitense, conosciuto principalmente negli anni ottanta e novanta per la sua militanza in federazioni quali WWF, AWA, NWA e WCW.

## Carriera

### Inizio carriera e World Wide Wrestling Federation (1973-1981)
Dopo aver completato l'addestramento di base sotto Bruno Sammartino, Whistler debuttò nel wrestling nel 1973 in qualità di face con il nome "Larry Zbyszko", un omaggio al lottatore degli anni venti di origini polacche Stanislaus Zbyszko. All'inizio lottò nella zona di Pittsburgh, apparendo nel locale programma di wrestling Studio Wrestling, prima di trasferirsi a Vancouver. Trascorse tre anni nella World Wide Wrestling Federation per poi recarsi in California nel 1975.

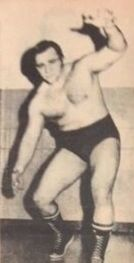
Zbyszko nel 1975

Nel 1976 Zbyszko era una delle attrazioni maggiori del torneo Latin America Wrestling Alliance World Heavyweight, tenutosi a Città del Guatemala. Tre giorni dopo la fine del torneo (Mil Máscaras vinse il titolo, sconfiggendo Jose Azzari in finale), un terremoto distrusse gran parte della zona.
Zbyszko ritornò in WWWF nel 1976 e formò un tag team con Tony Garea, con il quale vinse la cintura di campione di coppia WWWF World Tag Team Championships il 21 novembre 1978 ad Allentown, in Pennsylvania. Il regno da campioni dei due durò fino al 6 marzo 1979, quando persero le cinture contro i fratelli Valiant.
In seguito ebbe diversi feud con wrestler importanti come Bugsy McGraw, Abdullah the Butcher, "Superstar" Billy Graham, Killer Kowalski e Baron Mikel Scicluna.

#### Faida con Bruno Sammartino
Alla fine degli anni settanta, Zbyszko iniziò a sentirsi frustrato non riuscendo a scrollarsi di dosso l'etichetta di "protetto" di Bruno Sammartino. Sfidò quindi Sammartino in un match d'esibizione, affermando come questo fosse l'unico modo di uscire dall'ombra del campione italiano. Sammartino accettò la sfida. I due si scontrarono una prima volta il 22 gennaio 1980, dove Zbyszko colpì violentemente Sammartino con una sedia d'acciaio lasciandolo esanime in mezzo al ring in una pozza di sangue, diventando un "cattivo" all'istante. Le reazioni dei fan di Sammartino furono così violente che essi distrussero l'auto di Zbyszko in diverse occasioni seguenti. Zbyszko venne inoltre colpito con una spranga di ferro dopo un match disputato contro Ivan Putski, ed infine accoltellato ad una natica dopo un incontro con Pedro Morales nella Washington Avenue Armory. Dopo essersi ribellato al suo mentore e maestro Sammartino, Zbyszko venne approcciato dalla triade malvagia dei manager WWWF (Fred Blassie, The Grand Wizard, e "Captain" Lou Albano), ma egli decise di continuare a combattere senza un manager. Sammartino e Zbyszko si scontrarono in diverse occasioni nel corso di un lungo feud proseguito per tutto il 1980. Nel corso della rivalità, Zbyszko iniziò a proclamarsi "The New Living Legend" (un riferimento a Sammartino, che veniva spesso definito "The Living Legend"). Il feud culminò in un match nella gabbia a Showdown at Shea tenutosi allo Shea Stadium il 9 agosto 1980 che vide prevalere Sammartino davanti ad un pubblico di 36,295 spettatori.

### National Wrestling Alliance (1981-1983)
Zbyszko lasciò la WWF nel 1981 ed ebbe una rivalità con il figlio di Bruno, David, nel circuito indipendente. Entrò poi nella Georgia Championship Wrestling, dove iniziò a vantarsi di aver causato il ritiro di Bruno Sammartino (Sammartino si era ritirato dalle competizioni nel 1981). Inizialmente Zbyszko si scontrò con Tim Woods e Paul Orndorff, che però non riuscì a sconfiggere per il titolo NWA National Heavyweight Championship. Quando Killer Tim Brooks sconfisse Orndorff per la cintura il 20 marzo 1983, Zybszko immediatamente gli offrì 25,000 dollari per cedergli il titolo, e Brooks accettò. Il suo regno da campione durò fino al 30 aprile dello stesso anno, quando il presidente NWA Bob Geigel tolse la cintura a Zbyszko a causa della modalità irregolare con la quale la aveva acquisita. Venne quindi indetto un torneo per assegnare il titolo vacante, vinto proprio da Zbyszko. Egli sconfisse in finale Mr. Wrestling II il 6 maggio 1983 ad Atlanta, riconquistando il titolo. Il secondo regno titolato durò fino al 25 settembre 1983, quando perse contro Brett Wayne sempre ad Atlanta.

### American Wrestling Association (1984-1987)

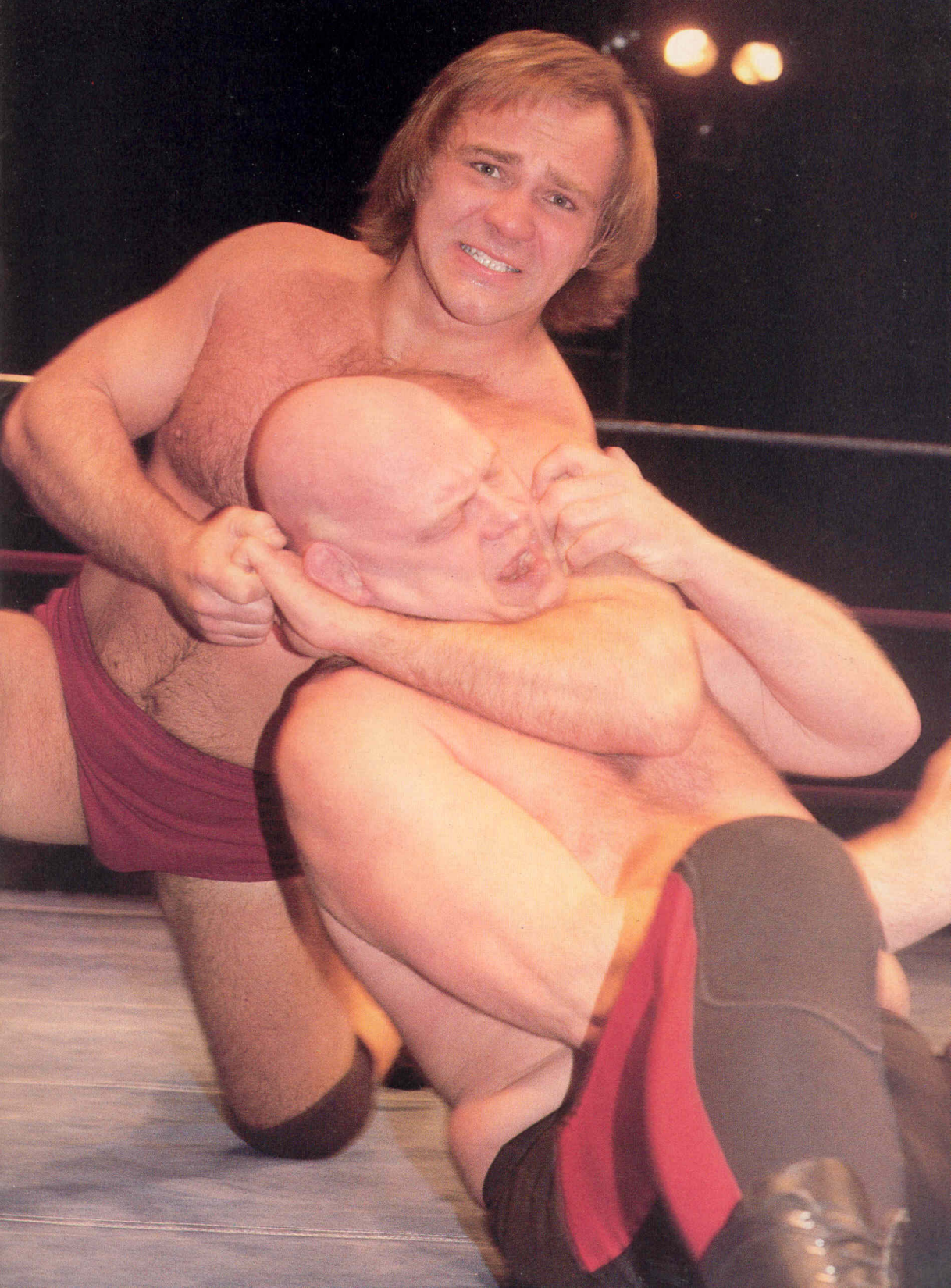
Zbyszko strangola Baron von Raschke

Nel 1984 Zbyszko entrò nella American Wrestling Association. Nel gennaio 1985 venne premiato con la cintura AWA America's Championship recentemente introdotta nella federazione, ed iniziò un lungo feud con Sgt. Slaughter, che lo sconfisse togliendogli il titolo il 21 giugno 1985 a Chicago, Illinois. Durante la rivalità, Zbyszko fece spesso infuriare il pubblico scendendo dal ring ogni volta che Slaughter stava prendendo il sopravvento nel match (in una intervista dell'aprile 2004, Zbyszko affermò di essere rimasto fuori dal ring anche per 16 minuti di fila in una occasione).

### National Wrestling Alliance (1987-1989)
Nel 1987, Zbyszko si trasferì nella Jim Crockett Promotions, dove acquisì come manager Baby Doll. Iniziò una faida con Barry Windham, e il 24 gennaio 1988 a Uniondale, New York, lo sconfisse per il titolo NWA Western States Heritage Championship. Quando Baby Doll lasciò Zbyszko egli prese come nuovo manager Gary Hart, che lo mise in coppia con Al Perez. Perez & Zbyszko affrontarono in ripetute occasioni Kendall Windham & Dustin Rhodes.
Insoddisfatto di come proseguiva la sua carriera in NWA, Zbyszko firmò un accordo per la AWA nel febbraio 1989, ed il titolo NWA Western States Heritage Championship, detenuto ancora da Zbyszko, venne di conseguenza ritirato.

### American Wrestling Association (1989-1990)
Il 7 febbraio 1989, Zbyszko prese parte ad una battle royal a 18 partecipanti con in palio il vacante titolo AWA World Heavyweight Championship. Evitando accuratamente il confronto con gli altri wrestler, Zbyszko riuscì ad essere uno degli ultimi due uomini rimasti sul ring insieme a Tom Zenk. I due lottarono per diversi minuti senza riuscire ad eliminarsi. Quando Zenk cercò di schienare l'avversario, l'arbitro Gary DeRusha inspiegabilmente entrò nel ring per effettuare il conteggio. Zbyszko riuscì a sfuggire e i due continuarono ad affrontarsi in quello che apparentemente sembrava diventato un normale match. Alla fine, però, Zbyszko riuscì a gettare fuori dal quadrato Zenk aggiudicandosi il titolo di AWA World Heavyweight Champion.
Seguirono feud con Wahoo McDaniel e Sgt. Slaughter. Lottò contro Greg Gagne il 23 giugno 1989 a War in the Windy City, e con David Sammartino, che sconfisse a Tri-State Winter Challenge il 27 gennaio 1990. Zbyszko perse il titolo contro Mr. Saito, che lo sconfisse il 10 febbraio 1990 al Tokyo Dome durante un tour in Giappone. Riconquistò la cintura a SuperClash 4 l'8 aprile seguente, e successivamente lo difese con successo contro The Trooper, Brad Rheingans, e Nikita Koloff. Venne privato d'ufficio della cintura di campione quando lasciò la AWA per entrare nella World Championship Wrestling il 12 dicembre 1990. La AWA dichiarò bancarotta nel 1991.

### World Championship Wrestling (1990-2000)

#### The Enforcers

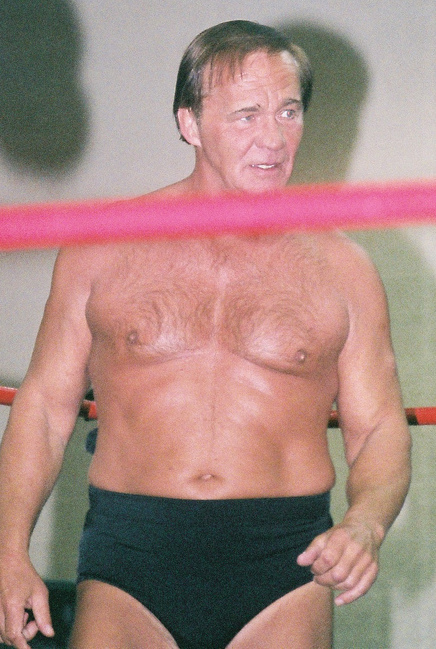
Larry Zbyszko

Nel dicembre 1990, Zbyszko ritornò in NWA. Inizialmente fece coppia con Terrence Taylor, membro della York Foundation, ma non venne reclutato nella stable heel. Allora unì le proprie forze con Arn Anderson in un tag team denominato "The Enforcers" nell'estate 1991. Quando Scott Steiner, metà della coppia Steiner Brothers campione mondiale WCW, si infortunò, i titoli furono resi vacanti, e messi in palio in un torneo. La finale della competizione si tenne il 5 settembre 1991 a Clash of the Champions XVI: Fall Brawl e vide gli Enforcers sfidare Rick Steiner & Bill Kazmeier. Zbyszko & Anderson si aggiudicarono le cinture di nuovi campioni mondiali di coppia WCW.
A Halloween Havoc, gli Enforcers iniziarono un feud con Barry Windham & Dustin Rhodes, e ruppero una mano a Windham schiacciandogliela nella portiera di una macchina. A seguito di questo episodio, Zbyszko si guadagnò il soprannome di "The Cruncher" ("lo stritolatore"). Windham venne sostituito da Ricky Steamboat, e a Clash of the Champions XVII, gli Enforcers cedettero le cinture a Steamboat & Rhodes.

#### The Dangerous Alliance
Nel dicembre 1991, gli Enforcers entrarono nella Dangerous Alliance di Paul E. Dangerously, che includeva anche Rick Rude, "Stunning" Steve Austin, Bobby Eaton e Madusa. La stable si scontrò spesso con Ricky Steamboat, Dustin Rhodes, Barry Windham, Nikita Koloff, Sting e il campione WCW World Heavyweight Ron Simmons. Il 17 maggio 1992 a WrestleWar 1992: WarGames, la Dangerous Alliance perse un WarGames Match contro i rivali per colpa di Zbyszko che aveva colpito accidentalmente Eaton. Come risultato, Zbyszko venne espulso dal gruppo direttamente da Dangerously, diventando agli occhi del pubblico un "face" per la prima volta sin dai primi anni ottanta. Egli si scontrò brevemente contro Austin ed Eaton prima di ritirarsi dall'attività di combattente per diventare un commentatore a bordo ring.

#### Commentatore WCW
Nel marzo 1994, Zbyszko condusse la trasmissione WCW Pro, insieme a Dusty Rhodes e Gordon Solie. Poco tempo dopo, Lord Steven Regal iniziò a provocarlo, chiedendogli di tornare sul ring a combattere. Il 2 maggio 1994, Zbyszko accettò la sfida e sconfisse Regal vincendo il titolo WCW World Television Championship. Detenne la cintura fino al 23 giugno 1994 quando Regal lo sconfisse a Charleston nella Carolina del Sud.
Nel 1996, Zbyszko venne promosso alla conduzione di WCW Monday Nitro, show tv principale della federazione, dove commentava gli eventi insieme a Tony Schiavone durante la prima ora di trasmissione. Nel 1997, venne sfidato dal membro del New World Order (nWo) Scott Hall, ma scelse di non affrontarlo. Zbyszko rimase nel cast del programma per la maggior parte del 1997, arbitrando occasionalmente incontri che coinvolgevano Hall e l'nWo. Il 28 dicembre 1997 a Starrcade 1997, Zbyszko ritornò sul ring per lottare contro Eric Bischoff con in palio il controllo di WCW Monday Nitro, con Bret Hart in qualità di arbitro speciale del match. Hart si assicurò che l'nWo non interferisse, e Zbyszko vinse il match. Egli continuò poi la sua faida con Hall, che culminò in un incontro tra Zbyszko e Hall a Souled Out 1998 il 24 gennaio 1998. Zbyszko vinse il match per squalifica dopo che Dusty Rhodes lo tradì per unirsi all'nWo. Zbyszko tornò in veste di commentatore fino al 6 dicembre 1999, quando fronteggiò Curt Hennig in un Retirement Match a Nitro e perse. Tornò nel gennaio 2000 come membro degli "Old Age Outlaws" insieme a Terry Funk, Arn Anderson e Paul Orndorff per scontrarsi con la rediviva nWo. Dopo un'ennesima parentesi come commentatore, a fine 2000 venne rilasciato dalla WCW alla scadenza del contratto.

### Circuito indipendente (2001-2005)
Dopo aver lasciato la World Championship Wrestling, Zbyszko lottò per qualche periodo nella Turnbuckle Championship Wrestling di proprietà di Dusty Rhodes.
A fine 2001, Zbyszko richiese alla World Wrestling Entertainment che smettessero di riferirsi a Chris Jericho come "The Living Legend" nel corso dei loro programmi, affermando che quello era il suo soprannome sotto copyright. Quando la WWF si rifiutò di accogliere la richiesta, e Vince McMahon in persona definì in diretta Jericho "The Living Legend", Zbyszko intentò causa alla WWF. In aggiunta, egli sfidò McMahon ad un combattimento reale durante il pay-per-view World Wrestling All-Stars del 2002.
Nel 2002, Larry Zbyszko ebbe un feud di breve durata con Chris Harris nella Championship Wrestling di Nashville. Il 2 marzo 2002, egli sconfisse Harris per il titolo USA North American Heavyweight Championship. Rimase campione fino al 30 marzo 2002 quando Harris riconquistò la cintura al Tojo Yamamoto Memorial Show. Il 27 agosto 2005 a WrestleReunion, Larry affrontò Diamond Dallas Page, con la previsione che avrebbe avuto la possibilità di rimanere solo sul ring per cinque minuti con il sessantanovenne Bruno Sammartino se avesse vinto. Page colpì Zbyszko con la sua mossa finale "Diamond Cutter", tuttavia, poi prese l'esanime Zbyszko e se lo posizionò addosso facendosi schienare per conteggio di tre. Quindi Sammartino salì sul ring iniziando a strangolare l'ancora incosciente Zbyszko prima di essere trascinato via a forza.

### Total Nonstop Action Wrestling (2003-2006)
Zbyszko debuttò nella Total Nonstop Action Wrestling il 15 gennaio 2003 facendo un discorso nel quale esortava gli altri lottatori della federazione a rispettare le tradizioni. Ciò portò a un feud con A.J. Styles, che non sembrava intenzionato a seguire il consiglio di Zbyszko. Il 29 gennaio 2003 Zbyszko affrontò Styles in un incontro della durata di dieci minuti con la stipulazione che, se Styles non fosse stato in grado di schienarlo per due volte nel corso del match, egli sarebbe diventato il suo nuovo manager. Styles riuscì a schienarlo solo una volta, e Zbyszko divenne il suo manager per breve tempo prima che la storyline venisse cancellata dai vertici della federazione. Larry Zbyszko lasciò quindi la TNA. Ritornò per una sola serata il 6 agosto 2003, perdendo un match contro Kid Kash a causa delle interferenze di Abyss.
Zbyszko ritornò stabilmente in TNA il 23 giugno 2004, assistendo Ron Killings nel suo feud con Jeff Jarrett. Il 14 luglio 2004, Killings, Zbyszko, Dusty Rhodes, Konnan e B.G. James sconfissero Jarrett, Ken Shamrock e "The Elite Guard" (Shawn Hernandez, Chad Collyer & Onyx) in un "Ten-Man Guitar on a Pole Match".
Insieme a Harley Race e Terry Funk, Zbyszko entrò a far parte della "Championship Committee". La commissione avrebbe assistito agli incontri combattuti a TNA Impact!, molti dei quali con un limite di tempo di 10 minuti, determinando un vincitore nel caso di un eventuale pareggio. L'idea non ebbe particolare successo, e ben presto la commissione venne sciolta.
Nel febbraio 2005, Zbyszko si unì alla stable heel "Planet Jarrett" guidata da Jeff Jarrett. Poche settimane dopo scomparve dalla federazione.
Il 19 giugno 2005, a TNA Slammiversary 2005, il rientrante Zbyszko venne nominato "Director of Authority", in sostituzione di Dusty Rhodes. Il suo primo intervento fu dichiarare inserito d'ufficio Jeff Jarrett nel King of the Mountain Match. A TNA Sacrifice 2005 il 14 agosto, Zbyszko rispose alla richiesta di Jarrett di avere una opportunità di sfidare il campione NWA World Heavyweight Championship informandolo che avrebbe avuto questa possibilità se avesse vinto il suo match di coppia in programma più avanti nella serata, ma che altrimenti sarebbe stato sospeso dalla federazione per un anno se avesse perduto. Poiché fu il partner di Jarrett, Rhino, a vincere il match, nessuna delle due stipulazioni si rivelò applicabile.
Zbyszko rimase in una posizione neutrale per diversi mesi, ma nell'ottobre 2005 egli divenne insofferente nei confronti di Raven, che lo accusava continuamente di avergli "rubato" il titolo NWA World Heavyweight Championship negandogli un rematch con Jarrett. A TNA Genesis 2005 il 13 novembre, Zbyszko disse a Raven di andarsene dalla TNA o gli avrebbe reso la vita un "inferno". Quando Raven si rifiutò di andare via, Zbyszko lo costrinse a combattere contro P.J. Polaco. Con grande delusione di Zbysko, Raven sconfisse Polaco. Nondimeno, Zbyszko continuò la sua crociata personale contro Raven, mettendogli contro l'intera stable "Diamonds in the rough" (Simon Diamond, Elix Skipper, & David Young).
A TNA Final Resolution 2006 il 15 gennaio 2006, Raven venne scelto per affrontare un avversario misterioso, con la stipulazione che avrebbe ricevuto una chance per il titolo se fosse uscito vittorioso dal match, ma che sarebbe stato licenziato se avesse perso. Raven perse contro il rientrante Sean Waltman dopo che Zbyszko, che arbitrò il match quando l'arbitro designato venne messo KO, distrasse Raven in modo da permettere a Waltman di sconfiggerlo. Dopo il the match, Zbyszko ordinò alla security TNA di scortare fuori dall'arena Raven.
A TNA Lockdown 2006 il 23 aprile, la debuttante Christy Hemme consegnò al commentatore Mike Tenay un messaggio della direzione TNA che informava come Zbyszko fosse stato sospeso dalla carica di direttore a causa della sua condotta, mentre Raven sarebbe stato reintegrato. A TNA Victory Road 2006 il 17 luglio, Zbyszko perse contro Raven un Hair versus Hair Match. Infine, a Bound for Glory, perse un incontro con Eric Young e, come da stipulazione del match, venne licenziato dalla federazione.

### Ritorno in WWE (2013-presente)
Nel 2013, ha firmato un contratto da leggenda con la WWE, e nel 2015 è stato introdotto nella WWE Hall of Fame.

## Personaggio

### Mosse finali
- LarryLand Dreamer (Guillotine Choke)
- Piledriver[1]
- Standing reverse figure-four leglock
- Swinging Neckbreaker

### Manager
- Baby Doll
- Paul E. Dangerously
- Eddie Gilbert
- Gary Hart
- So Cal Val

### Soprannomi
- "The Living Legend"
- "Wrestling's Living Legend"
- "The Cruncher"

## Titoli e riconoscimenti
American Wrestling Association
- AWA America's Heavyweight Championship (2)
- AWA World Heavyweight Championship (2)[2]
- AWA World Six-Man Tag Team Championship (1) – con Chasyn Rance & Seth Springer

AWA Superstars of Wrestling
- AWA Superstars of Wrestling World Heavyweight Championship (1)[3]

Cauliflower Alley Club
- Other honoree (1996)

Georgia Championship Wrestling
- NWA National Heavyweight Championship (2)[4]

Jim Crockett Promotions / World Championship Wrestling
- NWA Western States Heritage Championship (1)[5]
- WCW World Tag Team Championship (1) – con Arn Anderson[6]
- WCW World Television Championship (1)[7]

Legends Pro Wrestling
- XWF/LPW Hall of Fame (classe del 2008)

NWA Hollywood Wrestling
- NWA "Beat the Champ" Television Championship (1)[8]

New England Pro Wrestling Hall of Fame
- Classe del 2010

Pro Wrestling Illustrated
- PWI Match of the Year (1980) vs. Bruno Sammartino in un cage match a Showdown at Shea
- PWI Most Hated Wrestler of the Year (1980)
- PWI Rookie of the Year (1974)
- PWI Tag Team of the Year (1991) con Arn Anderson
- 38º nella lista dei migliori 500 wrestler dei PWI 500 nel 1991[9]
- 105º nella lista dei migliori 500 wrestler dei PWI Years nel 2003[10]

Southern Championship Wrestling
- SCW Southern Tag Team Championship (1) – con Mister Saint Laurent

USA Championship Wrestling
- USA North American Heavyweight Championship (1)

World Wide Wrestling Federation
- WWWF Tag Team Championship (1) – con Tony Garea[11]
- WWE Hall of Fame (classe del 2015)

Wrestling Observer Newsletter
- 5-star match (1991) con Ric Flair, Barry Windham, & Sid Vicious vs. Brian Pillman, Sting, Rick Steiner, & Scott Steiner (24 febbraio, WarGames match, WrestleWar (1991))
- 5 Star Match (1992) con Rick Rude, Steve Austin, Arn Anderson, & Bobby Eaton vs. Nikita Koloff, Barry Windham, Ricky Steamboat, Sting, & Dustin Rhodes (17 maggio, WarGames match, WrestleWar (1992))
- Best Heel (1980)
- Feud of the Year (1980) vs. Bruno Sammartino
- Most Improved Wrestler (1980)